# Sérapias méconnu
Serapias neglecta
Espèce
Synonymes
Serapias cordigera subsp. neglecta
(De Notaris) Richter
Statut de conservation UICN

 NT  : Quasi menacé
Statut CITES
Le Sérapias méconnu ou Sérapias négligé (Serapias neglecta) est une espèce d'orchidées terrestre d'aire méditerranéenne, appartenant au genre Serapias.

## Étymologie
Du latin neglectus, c'est-à-dire négligé (par les botanistes durant un temps).

## Description

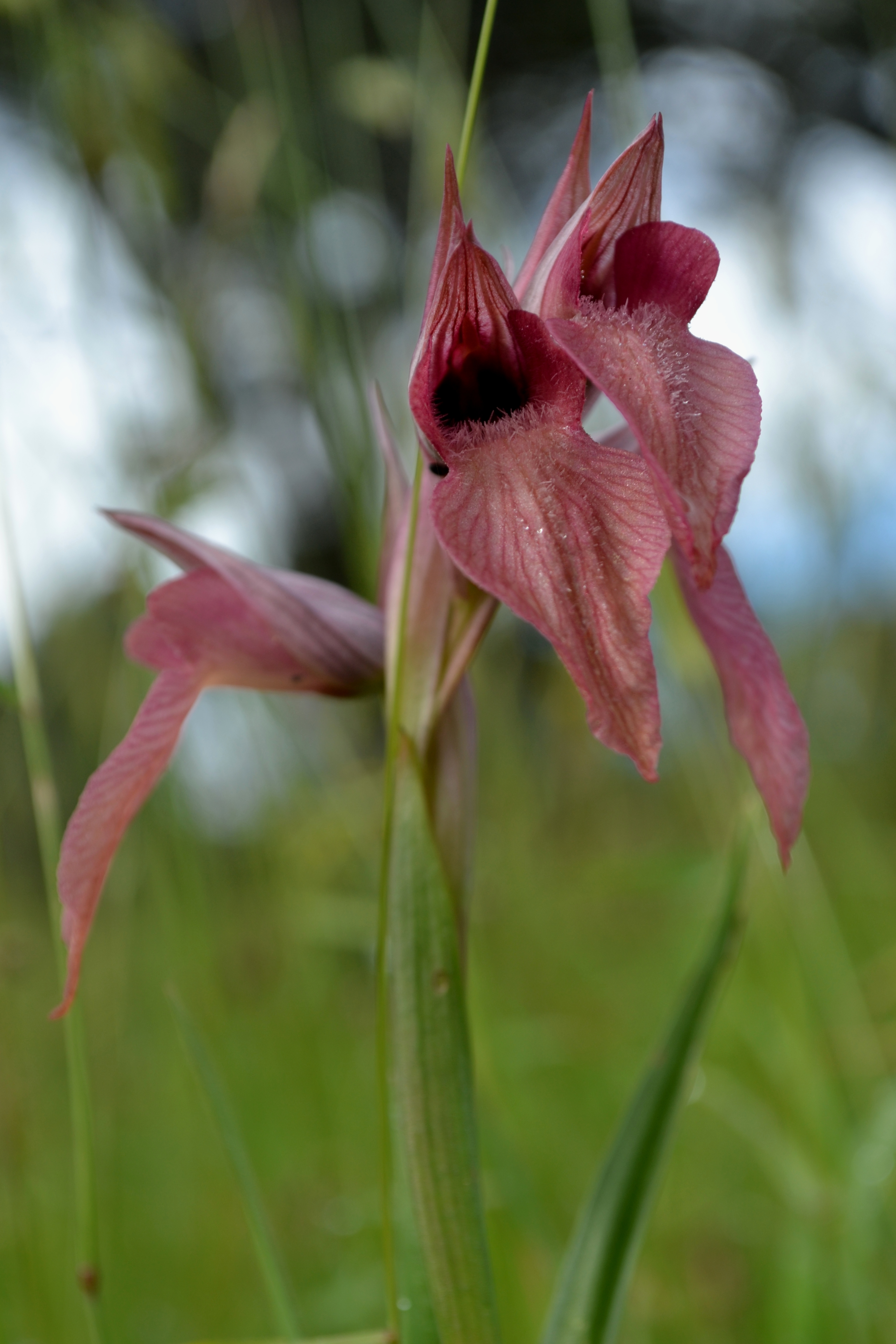
Détail (mêmes lieu et date)

Plante : assez robuste, de 10 à 30 cm environ.
Feuilles : 4 à 8, lancéolées.
Fleurs : 3 à 8, assez grandes et généralement rosâtres.
Bractées : ne dépassant pas l'inflorescence.

## Floraison
De mars à mai.

## Habitat
Plante de pleine lumière à mi-ombre, jusqu'à 600 m, sur terrains le plus souvent acides.

## Répartition
Italie métropolitaine (où le type a été trouvé vers Gênes), Sardaigne, France métropolitaine (Var, Alpes-Maritimes) et Corse.

## Protection
En France, espèce protégée sur le plan national, se trouvant à ce titre sur la liste des espèces végétales protégées sur l'ensemble du territoire français métropolitain (rubrique Monocotylédones).
En outre, l'espèce est mentionné sur la liste rouge de l'UICN.
Statut de conservation UICN : Espèce quasi menacée (NT).